# Groupe TF1
 (juin 2024).
L'article doit être relu — et modifié si nécessaire — par des contributeurs indépendants pour apporter un regard critique aux contributions effectuées en violation des conditions d'utilisation de Wikipédia, tant sur la forme (notamment concernant le style encyclopédique, la proportionnalité) que sur le fond (la neutralité de point de vue, la qualité et l'indépendance des sources).
Cet article concerne l'entreprise. Pour la chaîne de télévision, voir TF1.
Le Groupe TF1 est un groupe de médias français créé le 16 avril 1987 lors de la privatisation de la chaîne de télévision TF1 lancée le 6 janvier 1975. Son principal actionnaire est le groupe industriel français Bouygues.
Principalement présent dans l'audiovisuel, le groupe rassemble plusieurs chaînes de télévision généralistes et thématiques — dont TF1, TMC, TFX, TF1 Séries Films et LCI —, des sociétés de production et de distribution de cinéma et de télévision ainsi qu'une régie publicitaire. Il est également présent sur Internet avec des sites web d'information et de service et un réseau multichaîne de vidéos en ligne. Le groupe s'est aussi diversifié dans l'édition, la production de musique et de spectacles, la vente à distance et la communication évènementielle.

## Histoire

### De la création à la privatisation de TF1 (1974-1988)
Le 31 décembre 1974, l'ORTF est démantelé en sept sociétés par la loi no 74-696 du 7 août 1974 : trois sociétés nationales de programmes de télévision — Télévision française 1 (TF1), Antenne 2 (A2) et France Régions 3 (FR3) — une société nationale de programmes de radiodiffusion — Radio France — et trois établissements publics — Télédiffusion de France (TDF), Société française de production (SFP) et l'Institut national de l'audiovisuel (INA) — voient le jour le 1er janvier 1975,. TF1 commence sa diffusion le 6 janvier 1975 avec 60 heures de programmes par semaine. La chaîne passe progressivement ses programmes à la couleur à partir du 1er septembre de cette même année.
Après le lancement des chaînes de télévision privées Canal+, La Cinq et TV6 entre 1984 et 1986, le gouvernement Jacques Chirac décide de privatiser l'une des trois chaînes publiques. Le 14 mai 1986, le ministre de la Communication, François Léotard, annonce à l'Assemblée nationale que le choix s'est posé sur la chaîne TF1,. Une loi est votée le 30 septembre pour permettre de vendre 50 % du capital de la chaîne à un groupe privé tandis que les 50 % restants sont proposés aux salariés et au public. Plusieurs entreprises se montrent intéressées : l'italien Fininvest de Silvio Berlusconi, le groupe de BTP Bouygues de Francis Bouygues, le groupe de presse Hachette de Jean-Luc Lagardère, les groupes de presse respectifs de Robert Hersant, Daniel Filipacchi et Robert Maxwell, ainsi que l'homme d'affaires Bernard Tapie,. Le 6 avril 1987, la Commission nationale de la communication et des libertés (CNCL) choisit au terme d'un appel à candidatures le consortium mené par le groupe Bouygues — composé des groupes de Robert Maxwell et de Bernard Tapie, des Éditions mondiales, du magazine Le Point, de la GMF et de plusieurs banques — comme opérateur de la chaîne. Le 16 avril, Francis Bouygues remet un chèque de 3 milliards de francs au ministre des finances Édouard Balladur,,. Le nouveau groupe TF1 obtient une concession de dix ans pour la diffusion de sa chaîne sur le premier réseau national hertzien et se dote d'une régie publicitaire intitulée TF1 Publicité. Il entre en bourse le 24 juillet 1987 au cours de 165 francs l'action.

### L'ère Patrick Le Lay / Étienne Mougeotte (1988-2008)
En 1988, Patrick Le Lay est nommé président-directeur général de TF1 tandis qu'Étienne Mougeotte en devient le vice-président et directeur des programmes. Le groupe TF1 commence sa diversification avec la création de la Une Musique, une société d'édition musicale, discographique et de TF1 Éditions, une société d'édition littéraire. L'année suivante, il continue son développement avec la création de TF1 Vidéo, une société d'édition et de distribution de films français ou internationaux et TF1 Entreprises, société chargée des licences et des produits dérivés.
Le 2 février 1990, TF1 dévoile son nouveau logo bleu-blanc-rouge, encore utilisé aujourd'hui. Le groupe continue à se diversifier avec la création de Banco Production, une société de production audiovisuelle, de TF1 Pub Production chargée de l'habillage d'antenne et le rachat de la société de production Protécréa. En 1991, la chaîne Eurosport intègre le groupe TF1 avec le rachat des parts détenues par BSkyB, cofondateur de la chaîne avec des membres de l'Union européenne de radio-télévision (UER). Une déclinaison française est lancée. Le groupe crée les Studios 107 gérant des studios de télévision où sont enregistrés des émissions de variétés et de jeux.
En 1992, TF1 quitte son siège historique du 13-15 rue Cognacq-Jay pour la Tour TF1 située à Boulogne-Billancourt dans la banlieue de Paris. En 1993, les chaînes pan-européennes concurrentes Eurosport (groupe TF1) et TV Sport/Screensport (groupe Canal+/ESPN) fusionnent. Cette même année, le groupe crée Syalis Droits Audiovisuels (futur TF1 International) chargé de l'acquisition et du négoce de droits audiovisuels. En février 1994, Bouygues augmente sa participation dans TF1 de 25 % à 34 %. Le 24 juin 1994, le groupe lance LCI (La Chaîne Info), la première chaîne de télévision d'information en continu française avec pour modèle la chaîne américaine CNN. Il prend également 24,5 % du capital de Multivision, le premier opérateur européen de chaînes de paiement à la séance. En 1995, TF1 acquiert 60 % de la société de production de divertissements Glem dirigée par Gérard Louvin. En décembre de la même année, la chaîne TF1 lance son site web TF1.fr.
Le 16 décembre 1996, le bouquet satellite TPS est lancé pour concurrencer Canalsatellite de Canal+. Le groupe TF1 en est l'un des quatre actionnaires à parité avec le groupe M6, France Télévisions et la Lyonnaise des eaux. Au même moment, TF1 crée avec M6 et la CLT la société d'acquisition et d'exploitation de droits audiovisuels TCM Droits Audiovisuels. Le groupe prend également une participation dans la société de production cinématographique Film par Film. En janvier 1997, le groupe lance sa deuxième chaîne thématique, Odyssée, dédiée aux documentaires. En 1999, Eurosport met en ligne son site web et une déclinaison britannique de la chaîne est lancée. La même année, le groupe TF1 crée les chaînes de paiement à la séance Superfoot et Superstades pour diffuser les matches de la Première et de la Deuxième Division de football français.
Le 11 mai 2000, le groupe TF1 fait son entrée dans l'indice boursier CAC 40. Le 1er septembre, il participe à la création de la chaîne TV Breizh consacrée à la Bretagne et à la mer en détenant 22 % du capital et le 18 décembre, il lance en partenariat avec M6 la chaîne mini-généraliste TF6 sur le satellite et le câble. En janvier 2001, le groupe acquiert 50 % de la chaîne thématique Sérieclub détenue par M6 et monte à 100 % du capital d'Eurosport en rachetant les parts de Canal+ et d'Havas. Cette même année, il crée TF1 Games, un éditeur de jeux de société. En janvier 2002, TF1 rachète les 25 % de France Télécom et France Télévisions dans le bouquet TPS, avant d'augmenter sa participation à 66 % en juillet aux côtés de M6 et ses 34 %. En septembre, les différentes sociétés de production du groupe sont regroupées sous la filiale TF1 Production.
En 2003, le groupe TF1 lance la chaîne jeunesse Tfou TV et prend 34 % du capital du quotidien gratuit français Metro. En 2004, il monte à 71 % sa participation dans TV Breizh en avril, acquiert la chaîne Histoire en juillet, puis participe au lancement de la nouvelle chaîne Pink TV destiné au public homosexuel le 25 octobre. En février 2005, les groupes TF1 et AB rachètent à parts égales les 80 % du capital de la chaîne TMC à Pathé tandis que la principauté de Monaco conserve les 20 % restants. Le 14 mars, TF1 lance sur le satellite la chaîne Ushuaïa TV consacrée à la nature, dont le concept vient de l'émission phare Ushuaïa Nature de Nicolas Hulot.
Lors du lancement de la télévision numérique terrestre (TNT) le 31 mars 2005, le groupe TF1 compte deux chaînes dans l'offre gratuite : TF1 et TMC (détenue à 40 %). Elles sont ensuite rejointes par quatre chaînes dans l'offre payante : LCI, Eurosport, TF6 et TPS Star. En août, le premier magasin du réseau de boutiques Téléshopping — du nom de l'émission de télé-achat de la chaîne — ouvre à Paris sur le boulevard Haussmann. Le groupe lance en novembre son service de vidéo à la demande TF1 Vision. En juin 2006, TF1 se renforce dans le numérique en créant le site d'hébergement de fichiers WAT (pour « We Are Talented », « Nous avons du talent ») et en prenant une participation dans la plateforme d'hébergement de blogs OverBlog. Le 6 décembre 2006, la chaîne d'information internationale en continu France 24, détenue à parité par le groupe TF1 et France Télévisions, commence sa diffusion.
En janvier 2007, les bouquets satellites CanalSat (Groupe Canal+ et Lagardère) et TPS (Groupes TF1 et M6) fusionnent. Le nouvel ensemble est détenu par une nouvelle société dénommée Canal+ France dont le capital est réparti entre les groupes Canal+ (65 %), Lagardère (20 %), TF1 (9,9 %) et M6 (5,1 %). Ce même mois, TF1 lance son label discographique Music One. Le 2 avril, le groupe TF1 prend une participation minoritaire de 33,5 % dans AB Groupe. En juillet, le groupe acquiert l'éditeur de jeux de société Dujardin et l'intègre à TF1 Games pour former le 1er éditeur français de jeux de société avec un catalogue de plus de 200 jeux.

### L'ère Nonce Paolini (2008-2016)
Le 31 juillet 2008, Nonce Paolini succède à Patrick Le Lay au poste de président directeur général du groupe TF1. Cette même année, Téléshopping acquiert Placedestendances.com et le groupe TF1 lance sa fondation d'entreprise consacrée à la diversité et l'insertion professionnelle.
En janvier 2009, le groupe TF1 revend ses parts dans France 24 — tout comme France Télévisions — pour un montant de 2 millions d'euros. Le 15 janvier, TF1 fait son entrée dans le domaine de la radio en lançant sa radio numérique d'information LCI Radio, déclinaison de sa chaîne d'information LCI. En juin, TF1 rachète à AB Groupe pour un montant de 192 millions d'euros 100 % de la chaîne NT1 et 40 % de TMC — montant ainsi sa participation à 80 %. Le groupe, n'ayant pas pas voulu contribuer au succès de la TNT à son lancement et voit son audience diminuer face à une concurrence de plus en plus forte, devient ainsi un acteur majeur de la TNT,. Cette opération est successivement approuvée en 2010 par l'Autorité de la concurrence puis le Conseil supérieur de l'audiovisuel malgré les protestations des groupes audiovisuels concurrents dénonçant la position dominante de TF1. Dans le même temps, TF1 augmente sa participation à 49 % dans WB Télévision, une holding détenant les chaînes francophones belges AB3 et AB4. En novembre, le groupe lance le site internet MYTF1. Le 2 octobre 2010, la chaîne Odyssée devient Stylia et se voit recentrée sur l'art de vivre et le luxe.
Le 1er février 2011, la webradio LCI Radio cesse d'émettre, car son projet de diffusion en numérique souffre du retard de la radio numérique terrestre (RNT) et parce qu'elle n'a pas réussi à décrocher un canal analogique. Le 28 juillet, le groupe TF1 porte sa participation dans le capital du quotidien gratuit Metro France à 100 %. En septembre, TF1 et EuropaCorp Télévision s'associent pour produire des séries en langue anglaise destinées au marché international. En décembre, le groupe lance une offre de TNT payante intitulée Lib'Télé chez les magasins Boulanger. En décembre 2012, le groupe TF1 cède à Discovery Communications 20 % du capital d'Eurosport pour un montant de 170 millions d'euros et 20 % de ses chaînes payantes (TV Breizh, Histoire, Ushuaïa TV et Stylia) pour 14 millions d'euros,. Le 12 décembre, HD1 est l'une des six nouvelles chaînes en haute définition à faire ses débuts sur la TNT.
En février 2013, le site d'information du groupe TF1 devient MYTF1News. En mars, les chaînes TV Breizh, Ushuaïa TV, Stylia et Histoire quittent le site de Lorient en Bretagne d'où elles retransmettent pour rejoindre le siège du groupe à Boulogne-Billancourt près de Paris. En juillet, TF1 lance sa librairie musicale Kaptainmusic.com. En septembre, Meltygroup et la plateforme Wat.tv de TF1 s'associent pour créer une offre média à destination des 15-34 ans. En novembre, le groupe cède à Printemps ses 80 % dans le site de commerce électronique Place des tendances. En octobre 2014, TF1 cède sa filiale de diffusion de multiplex sur la TNT OneCast à ITAS TIM.
En janvier 2015, Discovery Communications prend le contrôle d'Eurosport International en portant sa participation à 51 % du capital contre 20 % auparavant. En avril, les groupes français TF1, américain NBCUniversal et allemand Mediengruppe RTL Deutschland annoncent un accord pour la création de séries américaines originales. Ce même mois, TF1 renforce son service de vidéo à la demande en se lançant dans le e-cinema, des films sortant uniquement sur Internet. Le 25 mai, le groupe réorganise en profondeur son offre numérique et regroupe sous la marque MYTF1 le service de télévision de rattrapage de toutes ses chaînes, le service de vidéo à la demande et son site d'information. En juillet, TF1 vend à Discovery Communications ses 49 % restant dans Eurosport pour un montant de 492 millions d'euros. En parallèle, le groupe français rachète les 20 % détenus par le groupe américain dans ses chaînes payantes (TV Breizh, Histoire, Ushuaïa) pour un montant de 14,6 millions d'euros,.
En novembre 2015, le groupe se renforce dans la production audiovisuelle en prenant une participation majoritaire de 70 % dans la société de production Newen, numéro 3 du marché français. Cette opération permet à TF1 de se diversifier et de s'étendre à l'international face à l'arrivée de concurrents américains comme Netflix ou Amazon. Mais cela provoque la colère de France Télévisions qui voit l'un de ses principaux fournisseurs de programmes (Plus belle la vie, Le Magazine de la santé…) passer sous le contrôle de son concurrent,,. Ce rachat concerne également la filiale Neweb rassemblant plusieurs sites web tels que Les Numériques, Focus Numérique et Gamekult. Le 17 décembre, LCI est finalement autorisée par le CSA à passer sur le TNT gratuite après avoir essuyé un refus l'année précédente.

### L'ère Gilles Pélisson (2016-2023)
Le 19 février 2016, Gilles Pélisson remplace Nonce Paolini au poste de président directeur général du groupe, conformément à l’annonce faite par le conseil d'administration en octobre 2015. En mars, e-TF1, la filiale digitale du groupe, prend une participation majoritaire dans Bonzaï Digital, une start-up de marketing digital, renforçant ainsi son agence digitale TF1 Agency. En juin, TF1 devient l'unique propriétaire de la chaîne TMC en échangeant les 20 % de la principauté de Monaco contre 1,1 % du capital du groupe. À la rentrée 2016, le groupe décide de donner un positionnement plus clair à ses différentes chaînes de la TNT : TMC vise un public plus jeune et mixte, NT1 recherche une audience plus jeune et féminine tandis que HD1 reste centré sur les séries et le cinéma,. En décembre, TF1 prend une participation majoritaire dans Minutebuzz, un média de divertissement sur Internet visant les jeunes.
En juillet 2016, le groupe TF1 réclame aux opérateurs télécoms (Orange, SFR, Free) une meilleure rétribution pour pouvoir diffuser ses chaînes et services associés. Il considère que ces dernières rapportent de la valeur ajoutée aux offres des opérateurs et qu'il serait juste de partager les bénéfices. Mais les opérateurs refusent de payer une facture dix fois plus importante,. Le 29 juillet 2017, TF1 rentre dans une confrontation avec SFR en stoppant la fourniture de son service de télévision de rattrapage. Depuis le 1er novembre 2017 le service est aussi interrompu sur les plateformes de Canal et son service OTT My Canal. Finalement, le 6 novembre, SFR et TF1 trouvent un accord sur l'accès de l'offre TF1 Premium contenant notamment le service de replay enrichi, la diffusion en 4K et la création d'une nouvelle chaîne — exclusive pour 6 mois — rediffusant les programmes du groupe.
En janvier 2017, le groupe TF1 se renforce dans la vidéo en ligne — notamment sur YouTube — en achetant 6 % de Studio71, le quatrième réseau multichaîne (MCN) mondial, filiale de ProSiebenSat.1 Media. Il lance la version française dès septembre en y intégrant son propre MCN Finder Studios et fait ainsi face à Golden Moustache (M6) et Studio Bagel (Canal+). En mars, la société Mediawan, fondée par Matthieu Pigasse, Xavier Niel et Pierre-Antoine Capton, rachète pour 270 millions d'euros l'intégralité d'AB Groupe dont TF1 est actionnaire à 33,5 %. En octobre, le PDG du groupe confirme le changement de nom des chaînes NT1 et HD1 en TFX et TF1 Séries Films en janvier 2018 à l'occasion de la clarification de leur ligne éditoriale. En décembre, le groupe TF1 renforce sa position sur le web en rachetant à Axel Springer le groupe de médias Aufeminin pour 365 millions d'euros. Fort d'une audience de 129 millions de visiteurs dans le monde, ce groupe possède une quinzaine de sites web français et étrangers à destination du public féminin dans les domaines de la mode, de la décoration, de la cuisine, du divertissement, de la santé et du bien être, comme aufeminin.com et Marmiton.org,. En décembre 2017, le groupe TF1 trouve un accord avec le groupe Canal+, Le service MYTF1 et donc rétabli sur les décodeurs CANAL et sur myCanal et également le contrôle du direct (Start-Over) est possible sur myCanal. Un épisode similaire se produit en septembre 2022.
En janvier 2021, TF1 est approché par le groupe Bertelsmann qui veut céder les activités françaises de sa filiale RTL Group, actionnaire majoritaire du Groupe M6. Le 17 mai 2021, il est annoncé que le groupe Bouygues et sa filiale TF1 vont racheter à hauteur de 30% le groupe M6. L'objectif affiché est de fusionner les deux groupes pour former un géant du domaine télévisuel français, avec à sa tête Nicolas de Tavernost. Selon la presse, cette fusion représente un nouveau groupe pouvant exploiter jusqu'à 75 % du marché publicitaire télévisuel national.
Le 16 Septembre 2022, les deux groupes annoncent l'abandon du projet de fusion devant les concessions demandées par l'Autorité de la concurrence.

### L'ère Rodolphe Belmer (depuis 2023)
Le 13 février 2023, Rodolphe Belmer remplace Gilles Pélisson au poste de président directeur général du groupe, conformément à l’annonce faite par le conseil d'administration en octobre 2022. Rodolphe Belmer fait du digital et de la valorisation des contenus par la publicité, son fer de lance. Le 22 février 2023, devant l'Arcom il renouvelle la signature de la convention pour la chaine TF1 pour sa diffusion sur la TNT.
En 2024, le groupe TF1 dépose cinq dossiers de candidature auprès de l'Arcom dans le cadre du renouvellement des fréquences de la TNT. Parmi ces dossiers, deux portent sur des projets de nouvelles chaînes gratuites, provisoirement baptisées Humour TV et La Chaîne Histoire (LCH). Ces deux projets sont retenus et auditionnés le 8 juillet 2024 par les membres du collège de l'Autorité,. À l'issue des auditions, Humour TV et LCH ne sont pas sélectionnés par le régulateur.

## Organisation

### Direction
Le groupe TF1 est dirigé par un président-directeur général (PDG) présent à la fois à la tête du conseil d'administration et du comité exécutif, composés d'une dizaine de membres chacun. Les administrateurs participent également à quatre autres comités : un comité d'audit, un comité des rémunérations, un comité de sélection des administrateurs et un comité de l'éthique et de la responsabilité sociale de l'entreprise. Par le passé, le PDG a été secondé par un vice-président (1987-2007) et les fonctions de président et de directeur général ont été dissociées (2007-2008).
Président-directeur général
- Francis Bouygues : 6 avril 1987 - 11 octobre 1988[82],[83]
- Patrick Le Lay : 11 octobre 1988 - 31 juillet 2008[84]
- Nonce Paolini : 31 juillet 2008 - 18 février 2016[85]
- Gilles Pélisson : 19 février 2016[86]- 12 février 2023
- Rodolphe Belmer : depuis le 13 février 2023

Vice-président / Directeur général
- Patrick Le Lay (vice-président) : 6 avril 1987 - 11 octobre 1988
- Étienne Mougeotte (vice-président) : 11 octobre 1988 - 20 août 2007[87]
- Nonce Paolini (directeur général) : 22 mai 2007 - 31 juillet 2008[88]
- Axel Duroux (directeur général) : 15 juin 2009[89] - 23 octobre 2009[90]
- Rodolphe Belmer (directeur général) : 28 octobre 2022 - 12 février 2023

Directeur général adjoint à l'information
- Robert Namias : juin 1996 - 13 juin 2008
- Jean-Claude Dassier : 13 juin 2008 - 21 juin 2009[91]
- Catherine Nayl : 21 juin 2009 - 28 septembre 2017[92]
- Thierry Thuillier : depuis le 28 septembre 2017[93]

Directeur général adjoint aux contenus
- Jean-François Lancelier : 4 mai 2011[94] - 23 février 2016[95]
- Ara Aprikian : depuis le 23 février 2016[96]

### Capital
Le groupe TF1 est coté à la bourse Euronext Paris (code ISIN : FR0000054900) et se voit notamment répertorié par les indices CAC Mid 60 et Next 150. Son capital social de 41 883 508 € est décomposé en 209 417 542 actions. Sa capitalisation boursière est de 2,78 milliards d'euros en octobre 2017.
Le groupe TF1 est une filiale du groupe industriel français Bouygues, propriétaire de 43,9 % de son capital. Outre les 7,2 % détenus par les salariés de l'entreprise, le reste du capital est flottant. Il se répartit notamment entre des sociétés de gestion d'actifs françaises et étrangères telles que DNCA Finance (8,1 %), Newton Investment Management (4,6 %), BWM (1,9 %), Lazard (1,9 %), Schroders (1,4 %), Dimensional fund advisors (1,4 %) et Federated Global Investment Management Corp (1,3 %). La principauté de Monaco est également actionnaire à hauteur de 1,1 %.
À l'origine, lors de la privatisation de TF1 en 1987, son capital est détenu à 50 % par des groupes repreneurs dont Bouygues (25 %), Pergamon Media Trust (10 %), GMF (3 %), Éditions mondiales (2 %), Maxwell Media (2 %) et Société générale (2 %). 10 % sont réservés au personnel tandis que les 40 % restant sont flottant.

## Actionnaires
| Nom                          | %        |
| ---------------------------- | -------- |
| Bouygues                     | 46,1 %   |
| TF1 (plan épargne salariale) | 10,24 %  |
| Vesa Equity Investment SARL  | 5,039 %  |
| BWM AG                       | 0,8713 % |
| Amundi Asset Management SASU | 0,8713 % |
| Evil Fund Management Co. Ltd | 0,3575 % |
| Financière de l’Échiquier SA | 0,2396 % |
| PRO BTP FINANCE SA           | 0,1487 % |

Mise à jour au 30 mai 2025.

### Données financières
En 2022, le groupe TF1 a réalisé un chiffre d'affaires de 2,50 milliards d'euros (en hausse de 23 millions par rapport à l'année précédente), dont 2,0 milliard pour les antennes et 427,9 millions pour Newen Studios. Le résultat net s'élève à 176,1 millions d'euros (en baisse de 49,2 millions)[réf. nécessaire].
|                    | 1987/1988. L'exercice s'étend exceptionnellement sur 16 mois du 1er septembre 1987 au 31 décembre 1988. Cette particularité est due à la privatisation de TF1 en avril 1987. | 1989  | 1990  | 1991  | 1992    | 1993    | 1994    | 1995    | 1996    |
| Chiffre d'affaires | 953,4 | 809,0 | 888,6 | 996,6 | 1 133,3 | 1 182,8 | 1 284,3 | 1 393,4 | 1 476,5 |
| Résultat net       | 32,1 | 33,2  | 45,8  | 52,0  | 68,8    | 69,9    | 82,6    | 91,7    | 87,7    |

|                    | 1997    | 1998    | 1999    | 2000    | 2001    | 2002    | 2003    | 2004    | 2005    | 2006    |
| Chiffre d'affaires | 1 571,8 | 1 662,2 | 1 854,6 | 2 270,3 | 2 325,1 | 2 655,3 | 2 768,7 | 2 861,5 | 2 873,9 | 2 653,7 |
| Résultat net       | 73,4    | 109,1   | 158,4   | 250,3   | 210,3   | 155,2   | 191,5   | 220,1   | 236,3   | 452,5   |

|                    | 2007    | 2008    | 2009    | 2010    | 2011    | 2012    | 2013    | 2014    | 2015    | 2016    |
| Chiffre d'affaires | 2 763,6 | 2 594,7 | 2 364,7 | 2 622,4 | 2 619,7 | 2 620,6 | 2 085,1 | 2 091,8 | 2 004,3 | 2 062,7 |
| Résultat net       | 227,8   | 163,8   | 114,4   | 228,3   | 182,7   | 136,0   | 137,0   | 412,7   | 99,9    | 41,7    |

|                    | 2017    | 2018    | 2019    | 2020    | 2021    | 2022    |
| ------------------ | ------- | ------- | ------- | ------- | ------- | ------- |
| Chiffre d'affaires | 2 124,9 | 2 288,3 | 2 337,3 | 2 081,7 | 2 427,1 | 2 507,7 |
| Résultat net       | 136,4   | 127,4   | 154,8   | 55,3    | 225,3   | 176,1   |

### Siège

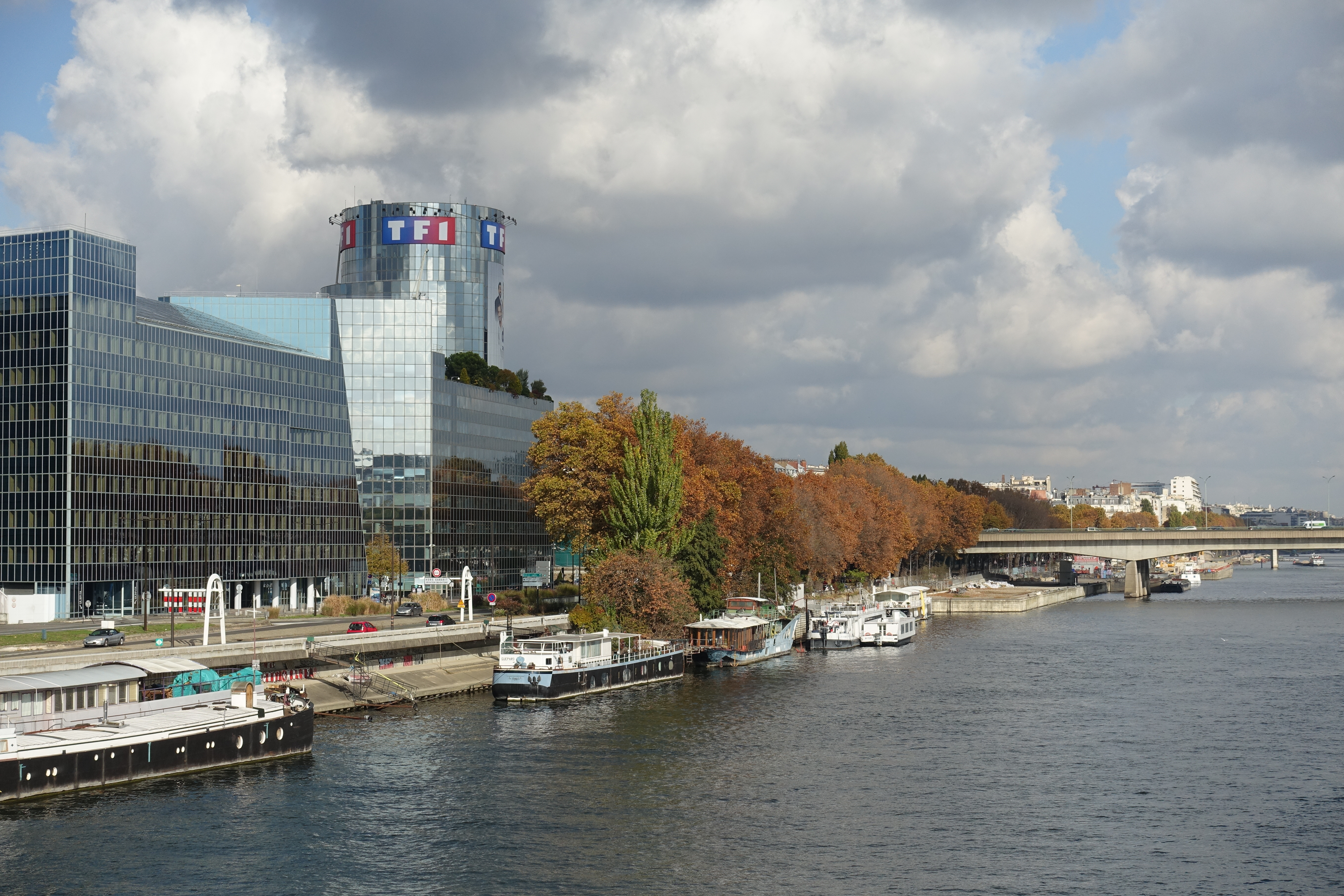
La Tour TF1, siège du groupe situé le long de la Seine.

Le siège du groupe TF1 est situé depuis 1992 dans la Tour TF1 au 1 quai du Point-du-Jour à Boulogne-Billancourt, au sud-ouest de Paris, le long de la Seine. Construite par le groupe Bouygues, propriétaire de TF1, la tour compte 14 étages. Si de nombreuses filiales ont leur siège à cette adresse, d'autres sont situées dans des villes d'Île-de-France, de Nouvelle-Aquitaine et des Pays de la Loire et à l'étranger, au Luxembourg et à Monaco.
Auparavant, le siège du groupe se situe au 13-15 rue Cognacq-Jay dans le 7e arrondissement de Paris, adresse historique de la télévision française.

### Effectifs
En 2016, le groupe TF1 emploie 3 107 salariés permanents (CDI et CDD), se répartissant entre 1 849 cadres (59,5 %), 706 techniciens et agents de maîtrise (22,7 %) et 552 journalistes (17,8 %). 90,2 % sont titulaires d'un CDI et 98,7 % travaillent en France.
|          | 2002  | 2003  | 2004  | 2005  | 2006  | 2007  | 2008  | 2009  | 2010  | 2011  | 2012  |
| Employés | 3 650 | 3 891 | 4 237 | 4 222 | 3 765 | 4 057 | 4 072 | 3 910 | 4 082 | 4 122 | 3 990 |

|          | 2013  | 2014  | 2015  | 2016  | 2017  | 2018  | 2019  | 2020  | 2021  | 2022  |
| Employés | 3 770 | 2 951 | 2 887 | 3 107 | 2 706 | 3 135 | 3 207 | 3 206 | 3 290 | 2 810 |

## Activités du groupe
Le groupe TF1 détient des chaînes de télévision généralistes et thématiques, gratuites et payantes. Dans son activité historique de l'audiovisuel, il compte des sociétés de production et de distribution pour le cinéma et la télévision et des régies publicitaires. Le groupe est également présent sur Internet avec plusieurs sites web d'information et de service et un réseau multichaîne. Il a également diversifié ses activités dans la vente à distance, la production de musique et de spectacles, l'édition de jeux de société, la gestion de licences et la communication événementielle.

Logo du Groupe TF1 du 6 avril 1987 au 2 février 1990.
Logo du Groupe TF1 du 2 février 1990 au 10 juillet 2006.
Logo du Groupe TF1 du 10 juillet 2006 au 28 septembre 2013.
Logo du Groupe TF1 du 28 septembre 2013 à 2014.
Logo du Groupe TF1 de 2020 à 2025.
Logo actuel du Groupe TF1 depuis 2025.

### Chaînes de télévision
| Logo | Chaîne | Date de création   | Date d'acquisition       | Actionnaires                   |
| ---- | --- | ------------------ | ------------------------ | ------------------------------ |
|      | TF1 Chaîne généraliste (canal 1).                                                                                   | 6 janvier 1975     | 16 avril 1987            | 100 % Groupe TF1               |
|      | TMC Chaîne généraliste (canal 10).                                                                                  | 19 novembre 1954   | février 2005 - juin 2016 | 100 % Groupe TF1               |
|      | TFX Chaîne généraliste succédant à NT1 (2005-2018) (canal 11)                                                       | 31 mars 2005       | juin 2009                | 100 % Groupe TF1               |
|      | TF1 Séries Films Chaîne généraliste consacrée aux fictions, films et séries succédant à HD1 (2012-2018) (canal 20). | 12 décembre 2012   | NC                       | 100 % Groupe TF1               |
|      | LCI Chaîne d'information en continu (canal 15).                                                                     | 24 juin 1994       | NC                       | 100 % Groupe TF1               |
|      | Histoire TV Chaîne thématique payante consacrée à l'Histoire.                                                       | 14 juillet 1997    | juillet 2004             | 100 % Groupe TF1               |
|      | TV Breizh Chaîne thématique payante consacrée aux fictions et aux séries.                                           | 1er septembre 2000 | mars 2007                | 100 % Groupe TF1               |
|      | Ushuaïa TV Chaîne thématique payante consacrée à la nature.                                                         | 14 mars 2005       | NC                       | 100 % Groupe TF1               |
|      | Série Club Chaîne thématique payante consacrée aux séries télévisées.                                               | 8 mars 1993        | décembre 2000            | 50 % Groupe M6 50 % Groupe TF1 |

| Logo | Chaîne                                                                        | Date de création | Date de disparition | Actionnaires                                          |
| ---- | ----------------------------------------------------------------------------- | ---------------- | ------------------- | ----------------------------------------------------- |
|      | JET Chaîne thématique de jeux télévisés.                                      | 16 octobre 2006  | 31 décembre 2007    | 100 % Groupe TF1                                      |
|      | Tfou TV Chaîne thématique pour la jeunesse.                                   | 23 avril 2003    | 28 février 2008     | 100 % Groupe TF1                                      |
|      | Odyssée Chaîne thématique l'art de vivre, au luxe et aux nouvelles tendances. | 11 janvier 1997  | 1er octobre 2010    | 100 % Groupe TF1                                      |
|      | Stylia Chaîne thématique l'art de vivre, au luxe et aux nouvelles tendances.  | 2 octobre 2010   | 31 décembre 2014    | 20 % Discovery Networks International 80 % Groupe TF1 |
|      | TF6 Chaîne mini-généraliste.                                                  | 18 décembre 2000 | 31 décembre 2014    | 50 % Groupe M6 50 % Groupe TF1                        |
|      | TF1 +1                                                                        | 14 mars 2018     | 3 juillet 2024      | 100 % Groupe TF1                                      |
|      | TMC +1                                                                        | 14 mars 2018     | 3 juillet 2024      | 100 % Groupe TF1                                      |

Chaînes cédées
- AB Groupe : groupe de chaînes thématiques créé en 1977, acquis à 33,5 % en avril 2007, revendu en mars 2017 à Mediawan.
- Eurosport : groupe de chaînes payantes sportives paneuropéennes créé le 5 février 1989, acquis en totalité en 1991, revendu en juillet 2015 à Discovery Communications.
- France 24 : chaîne d'information internationale en continu créée le 30 novembre 2005 en partenariat avec France Télévisions, revendue à France Médias Monde en 2008.
- Pink TV : chaîne thématique à destination du public homosexuel créée le 25 octobre 2004 en partenariat avec de nombreux autres groupes, revendue en 2007.

### Plateforme de vidéo
Le groupe TF1 gère la plateforme TF1+, un service de rattrapage des chaines de télévision du groupe et de vidéo à la demande, avec publicité ou avec une option d'abonnement. Le groupe est également actionnaire à parts égales avec France Télévisions et le Groupe M6, de la plateforme VOD Salto active de 2020 à 2023.
| Logo | Nom                                                                     | Date de création | Actionnaires                   |
| ---- | ----------------------------------------------------------------------- | ---------------- | ------------------------------ |
|      | TF1+ Plateforme de rattrapage de télévision et de vidéo à la demande    | 2010             | 100% Groupe TF1                |
|      | TFOU Max Plateforme de vidéo à la demande avec abonnement pour enfants. | 5 février 2015   | 100% Groupe TF1                |
|      | Salto Plateforme de vidéo à la demande avec abonnement                  | 20 octobre 2020  | Groupe M6 France TV Groupe TF1 |

#### Audiences des chaînes gratuites
En 2016, la part d'audience moyenne des cinq chaînes gratuites du groupe TF1 est de 27,4 %, classant le groupe deuxième derrière France Télévisions à 28,6 % avec cinq chaînes également et devant le groupe M6 à 14,1 % avec trois chaînes.
La part d'audience moyenne du groupe TF1 a baissé de 5,7 points entre 2000 et 2017, alors que le nombre de chaînes passent de une à cinq, dans le même temps. Dans le détail, TF1 a perdu 13,4 points sur cette même période, TMC a gagné 2 points entre 2007 et 2017, TFX a gagné 0,6 points entre 2009 et 2017 et TF1 Séries Films remporte 1,3 points entre 2013 et 2017.
| Année | TF1  | TMC        | TFX        | TF1 Séries Films | LCI        | Total groupe |
| ----- | ---- | ---------- | ---------- | ---------------- | ---------- | ------------ |
| 2000  | 33,4 | Non mesuré | Non mesuré | Non mesuré       | Non mesuré | 33,4         |
| 2001  | 32,7 | Non mesuré | Non mesuré | Non mesuré       | Non mesuré | 32,7         |
| 2002  | 32,7 | Non mesuré | Non mesuré | Non mesuré       | Non mesuré | 32,7         |
| 2003  | 31,5 | Non mesuré | Non mesuré | Non mesuré       | Non mesuré | 31,5         |
| 2004  | 31,8 | Non mesuré | Non mesuré | Non mesuré       | Non mesuré | 31,8         |
| 2005  | 32,3 | Non mesuré | Non mesuré | Non mesuré       | Non mesuré | 32,3         |
| 2006  | 31,6 | Non mesuré | Non mesuré | Non mesuré       | Non mesuré | 31,6         |
| 2007  | 30,7 | 1,2        | Non mesuré | Non mesuré       | Non mesuré | 31,9         |
| 2008  | 27,2 | 2,1        | Non mesuré | Non mesuré       | Non mesuré | 29,3         |
| 2009  | 26,1 | 2,6        | 1,4        | Non mesuré       | Non mesuré | 30,1         |
| 2010  | 24,5 | 3,3        | 1,6        | Non mesuré       | Non mesuré | 29,4         |
| 2011  | 23,7 | 3,5        | 1,9        | Non mesuré       | Non mesuré | 29,1         |
| 2012  | 22,7 | 3,6        | 2,1        | Non mesuré       | Non mesuré | 28,4         |
| 2013  | 22,8 | 3,4        | 2,1        | 0,6              | Non mesuré | 28,9         |
| 2014  | 22,9 | 3,1        | 1,8        | 0,9              | Non mesuré | 28,7         |
| 2015  | 21,4 | 3,1        | 2,0        | 1,2              | Non mesuré | 27,7         |
| 2016  | 20,4 | 3,0        | 1,9        | 1,8              | 0,3        | 27,4         |
| 2017  | 20,0 | 3,2        | 2,0        | 1,9              | 0,6        | 27,7         |
| 2018  | 20,2 | 3,0        | 1,9        | 1,8              | 0,7        | 27,6         |
| 2019  | 19,5 | 3,1        | 1,8        | 1,8              | 1,0        | 27,2         |
| 2020  | 19,2 | 3,0        | 1,6        | 1,8              | 1,2        | 26,8         |
| 2021  | 19,7 | 3,0        | 1,5        | 1,9              | 1,1        | 27,2         |
| 2022  | 18,7 | 3,0        | 1,5        | 1,7              | 1,7        | 26,6         |
| 2023  | 18,6 | 3,1        | 1,5        | 1,7              | 2,0        | 26,9         |

### Production audiovisuelle et distribution
- TF1 Production : production télévisuelle interne
- Newen : production télévisuelle[112]
  - Holding regroupant : Telfrance[113], Agence CAPA[114], 17 juin média[115], Production Valley et Blue Spirit[116] (70 %)
- TF1 Films Production : production cinématographique
- TF1 Studio
  - TF1 Droits audiovisuels et TF1 International : gestion de droits audiovisuels en France et à l'international, distribution de films en salles[117],[118]
  - TF1 Vidéo : édition de DVD, distribution digitale (VOD, e-cinema)

### Publicité
- TF1 PUB : régie publicitaire[119]
  - La Place Media : vente d'espaces publicitaires sur le web (24,6 %)[120]
- TF1 Digital Factory (ex-Bonzaï Digital) : marketing digital (51 %)[121]
- Neweb Régie : régie publicitaire du web[122]

### Vente à distance
- Téléshopping : vente à distance par émission de télé-achat et commerce électronique[123]
  - Top Shopping : distribution en magasins
  - Optiqual (ex-Direct Optic) : opticien en ligne (48 %)[124]

### Internet
Les activités digitales du groupe sont principalement rassemblées dans la filiale e-TF1.
- TF1+ : portail web regroupant les sites des chaînes gratuites (TF1, TMC, TFX et TF1 Séries Films), les services de télévision de rattrapage (replay) et de vidéo à la demande (VOD) dont la programmation exclusivement digitale (initialement avec la marque XTRA). L'offre est disponible sur ordinateurs, smartphones, tablettes, télévisions connectées et sur les box des fournisseurs d'accès à Internet
- Minutebuzz : média d'information et de divertissement sur les réseaux sociaux
- Studio 71 (en) : réseau multichaîne international (25 %)
  - Finder Studios : réseau multichaîne[Quoi ?] français
- TF1 INFO : site d'actualité rassemblant, l'information des rédactions de TF1 et de LCI. Elle est lancée le 24 janvier 2022 et remplace le site lci.fr et les applications de LCI[125],[126]. TF1 INFO propose également les replays de ses éditions de 13 heures et de 20 heures et l'accès au direct de LCI[réf. souhaitée]. Elle contient une fonctionnalité nommée "Votre JT Personnalisé" qui propose une succession de reportages diffusés pendant les JT en fonction des centres d'intérêts définis par l'utilisateur[réf. souhaitée].

### Autres activités
- TF1 Entertainment[127]
  - TF1 Licences : gestion de licences
  - TF1 Musique/Music One : label discographique
  - TF1 Publishing : édition de collections d'objets et de DVD
  - TF1 Spectacle : production de spectacles et d'expositions, édition des produits dérivés associés
  - STS Evenement : exploitation de salles de spectacles (55 %)
  - Une Musique : édition de musique pour la télévision
- TF1 Events : agence événementielle[128]
- Ou: agence de presse audiovisuelle de l'ouest de la France[129]

### Anciennes activités
- TF1 Mobile : opérateur de réseau mobile virtuel sous licence de marque avec Bouygues Telecom (lancée en 2006 et arrêtée en 2007)
- LCI Radio : radio d'information en continu (lancée en 2009 et arrêtée en 2011)
- Wat.tv : site d'hébergement de fichiers (acquis en 2006 et arrêtée en 2016)
- Metro puis Metronews : journal quotidien gratuit puis site web d'actualité (acquis en 2011 et arrêté en 2016)
  - TF1 Games -édition de jeux de société (lancée en 2001 et racheté par jumbodiset en 2021)
  - Dujardin : édition de jeux de société (acquis en 2007 et racheté par jumbodiset en 2021)
- Aufeminin : groupe de sites web sur la mode, la déco, la cuisine, le divertissement, la santé et le bien-être (Aufeminin, Marmiton, My Little Paris, Onmeda, Merci Alfred, EtoileCasting, Netmums…[130] (acquis en 2017 et racheté par Reworld Media en 2022)
- Neweb : holding des sites web pure player Beauté test, Gamekult, CNET France, Focus Numérique, Les Numériques, ZDNet France[131] (70 %) ; (acquis en 2017 et racheté par Reworld Media en 2022)

## Controverses

### Contentieux judiciaires et monétisation de la chaîne gratuite
Le 27 février 2018, un porte-parole de Canal+ confirme que Canal+ a porté plainte contre TF1 pour un différend concernant le renouvellement de son contrat de diffusion des chaînes gratuites de TF1. En effet, d'après BFM business « TF1 réclame à Canal une vingtaine de millions d'euros par an, soit quasiment dix fois plus que jusqu'à présent ». L'affaire a été portée devant le tribunal de commerce de Paris.
À la suite de cette plainte, le groupe Canal décide de suspendre les chaines du groupe TF1 (TF1, TMC, TFX, TF1 Séries Films, LCI) le 1er mars 2018 à 23 h 10, rendant ainsi impossible l'accès à ces chaines depuis leur décodeur. Mais la chaîne fait son retour sur Canal+ le 7 mars 2018 à 23 h pour les abonnés satellite, ainsi que sur TNT Sat.
D'autres sociétés comme Orange et Free sont dans la même difficulté :
- Pour Stéphane Richard d'Orange, « Nous ne voulons pas priver nos clients de TF1 » mais « Orange est opposé au principe d’une rémunération pour distribuer des contenus gratuits »[133]. Toutefois, les deux sociétés cherchent à trouver un accord juste et équitable[134].
- Free veut suivre la même offre que Canal+[135]. Toutefois, le contrat avec Free court jusqu'au 31 mars 2018[136].

Cette situation est délicate pour TF1, car 55 % des foyers reçoivent la télévision par autre chose que la TNT.
D'autres sociétés se sont accordées plus rapidement : Bouygues Telecom et TF1 en partageant le même actionnaire. L'entente entre SFR et TF1 tient à la rémunération des chaines dites gratuites et des contenus « à valeur ajoutée » (Replay) de TF1 par SFR, en échange de la contrepartie entre Bouygues Telecom et le groupe Altice, gérant les chaînes BFM TV et RMC Découverte.
En semptembre 2022, un conflit similaire à celui de mars 2018 se fait jour entre les groupes Canal+ et TF1. Le 1er septembre 2022 Canal+ refuse de renouveler son contrat avec TF1, pour des motifs financiers; les abonnés de Canal+ sont alors privés de toutes les chaînes du groupe TF1. La société Canal+ décide d'interrompre également la diffusion de toutes les chaînes du groupe TF1 sur l'offre satellitaire gratuite TNT Sat qu'elle exploite. Le 5 septembre 2022, le groupe TF1 déclare porter plainte en référé contre Canal+ à la suite de cette décision, notamment en raison de son impact négatif sur les audiences des chaines qui ne vivent que de la publicité. Mais la chaîne fait son retour sur Canal+ le 7 novembre 2022 pour les abonnés satellite, ainsi que sur TNT Sat.